# Don Diamont
 (septembre 2024).
Si vous disposez d'ouvrages ou d'articles de référence ou si vous connaissez des sites web de qualité traitant du thème abordé ici, merci de compléter l'article en donnant les références utiles à sa vérifiabilité et en les liant à la section « Notes et références ».
Don Diamont, né Donald Feinberg, le 31 décembre 1962 à New York, est un acteur américain.

## Biographie
En 1990, il a été choisi comme l'un des 50 plus beaux hommes au monde par le magazine People Magazine, devenant ainsi le premier acteur dramatique à recevoir cette distinction.
Après plusieurs années où il a été top-model, le premier rôle de Diamont a été celui de Carlo Forenza dans Des jours et des vies en 1984.
Diamont est surtout connu pour son interprétation de Bradley Carlton dans le feuilleton Les Feux de l'amour. Il a fait partie de la distribution de 1985 à 1996 puis de 1998 à février 2009, date à laquelle le personnage de Brad Carlton décède dans la série, après avoir sauvé la vie de Noah Newman.
Depuis avril 2009 il incarne le rôle du milliardaire Bill Spencer Junior dans Amour, Gloire et Beauté. 
En mars 2018, il participe à la 13e édition du concours de danse italien Ballando con le stelle.

## Filmographie

### Cinéma
- 1992 : Unbecoming Age : Alfredo
- 1994 : A Low Down Dirty Shame : Chad
- 1998 : The Incredible Adventures of Marco Polo : Marco Polo
- 1998 : Baywatch: White Thunder at Glacier Bay : Gavin
- 2003 : Self Control (Anger Management) : Un homme assis

### Télévision
- 1984 : Des jours et des vies (Days of Our Lives) (série télévisée) : Carlo Forenza
- 1985 - 1996 et 1998 - 2009 : Les Feux de l'amour (The Young and the Restless) (série télévisée) : Brad Carlton
- 1994 : L'Homme à la Rolls (Burke's Law) (série télévisée) : Cosmo
- 1997 : Diagnostic : Meurtre (Diagnosis Murder) (série télévisée) : Max Halleck
- 1997 : Mère avant l'heure (Country Justice) (Téléfilm) : Ray Wilcox
- 1997 : Surfers détectives (en) (High Tide) (série télévisée) : Mikey
- 1998 : Loyal Opposition: Terror in the White House (Téléfilm) : John Vendome
- 1998 : Alerte à Malibu (Baywatch) (série télévisée) : Gavin
- Depuis 2009...: Amour, Gloire et Beauté (The Bold and the Beautiful) (série télévisée) : Bill Spencer

## Appartenance ethnique
Diamont a employé le nom de jeune fille de sa mère quand il a commencé à devenir acteur et modèle, après que son agent lui a suggéré que ce nom était plus "rythmique", mais, en fait, parce qu'il était moins à consonance juive.
Dans l'édition du 15 août 2006 du Soap Opera Digest, Diamont aborde ses antécédents juifs et révèle qu'il n'a pas pleinement embrassé son héritage juif. Par coïncidence, son rôle dans Les Feux de l'amour a mis en parallèle sa vie personnelle, sur certains aspects : il est révélé que Brad Carlton se nomme en fait George Kaplan, et qu'il a dû cacher son appartenance juive, et son passé, pour sa propre sécurité.

## Vie privée
Diamont a eu une histoire amoureuse avec l'actrice Gloria Loring (elle tenait le rôle de Liz Curtis) alors qu'il jouait dans Days of Our Lives.
Il s'est ensuite marié avec la styliste de mode Rachel Braun le 5 mars 1994, avec laquelle il eut quatre enfants : Lauren (né en 1988), Sasha (né en 1991), Alexander (né en 1995) et Luca (né en 2000). Le couple a divorcé en 2002.
Il est a été en couple avec l'actrice Cindy Ambuehl, avec qui il a deux enfants, Anton et Davis, nés en janvier 2003.
Ses parents se nomment Judy et Albert Feinberg (décédés), sa sœur se nomme Bette et son frère se nomme Jack (tous deux décédés).
Diamont a été deux fois le modèle de couverture du magazine de Playgirl, en 1988 et 1995.
Il a été engagé auprès d'une société luttant contre la sclérose en plaques, et a une nièce affligée par cette maladie.